# Elomya lateralis
Elomya lateralis là một loài ruồi trong họ Tachinidae.